# The Legendary Marvin Pontiac: Greatest Hits
The Legendary Marvin Pontiac: Greatest Hits – wydany w 2000 roku album fikcyjnego muzyka bluesowego Marvina Pontiaca, wymyślonego przez Johna Lurie. Wkładka do płyty zawiera notkę biograficzną na temat Pontiaca, przez co media i słuchacze byli w pierwszej chwili przekonani, że rzeczywiście mają do czynienia z autentyczną twórczością zmarłego tragicznie i niesłusznie niedocenionego muzyka.

## Historia
Notka biograficzna dołączona do płyty zawierała dokładne informacje na temat rzekomego twórcy znajdującej się na płycie muzyki. Według niej, Marvin Pontiac był urodzonym w 1932 roku synem Malijczyka i pochodzącej z New Rochelle Amerykanki o żydowskich korzeniach. Ze względu na konflikty z innymi muzykami i przemysłem muzycznym jego muzyka nie została wydana za jego życia. Pod koniec życia trafił do szpitala psychiatrycznego. W 1977 roku zginął potrącony przez autobus.
Dzięki swoim prywatnym znajomościom, Lurie zapewnił Pontiacowi dołączone do płyty przychylne opinie wielu znanych muzyków - David Bowie, Angelique Kidjo, Leonard Cohen, Iggy Pop, Mike Gordon z zespołu Phish, Flea -, którzy podawali, że jego twórczość była im już wcześniej znana i inspirowała ich.
Mistyfikacja nie była doskonała, jako że Lurie zdecydował się na podanie rzeczwistych muzyków, którzy brali udział w nagraniach płyty - wielu z nich nie żyło jeszcze, kiedy utwory Pontiaca miały powstawać.

## Krytyka
Po wyjściu na jaw mistyfikacji głosy na temat projektu były podzielone. Wielu komentatorów uważało, że Lurie zaszkodził swojej karierze. On sam przyznał w wywiadzie z 2008 roku, że spodziewał się ataków za podawanie się za Afro-Amerykanina. W rzeczywistości krytykowano go raczej za to, że przedstawił Pontiaca jako chorego psychicznie.

## Lista utworów
| 1.  | "I'm a Doggy"          | 3:30  |
|     |                        |       |
| 2.  | "Small Car"            | 5:48  |
|     |                        |       |
| 3.  | "Now I'm Happy"        | 3:49  |
|     |                        |       |
| 4.  | "Power"                | 4:05  |
|     |                        |       |
| 5.  | "Runnin' Round"        | 3:41  |
|     |                        |       |
| 6.  | "Pancakes"             | 4:34  |
|     |                        |       |
| 7.  | "Bring Me Rocks"       | 3:34  |
|     |                        |       |
| 8.  | "Rubin"                | 3:36  |
|     |                        |       |
| 9.  | "Wanna Wanna"          | 4:50  |
|     |                        |       |
| 10. | "Sleep at Night"       | 3:25  |
|     |                        |       |
| 11. | "Arms & Legs           | 2:44  |
|     |                        |       |
| 12. | "She Ain't Going Home" | 3:14  |
|     |                        |       |
| 13. | "Little Fly"           | 1:42  |
|     |                        |       |
| 14. | "No Kids"              | 3:05  |
|     |                        |       |
|     |                        | 51:37 |
|     |                        |       |

## Muzycy
- Marvin Pontiac (John Lurie) - głos, harmonijka ustna, saksofon altowy, gitara, keyboard
- Danny Blume – gitara
- John Medeski - fortepian, organy
- Tony Scherr - gitara basowa, głos
- Kenny Wollesen - perkusja
- Michael Blake - saksofon tenorowy
- Doug Wieselman - saksofon barytonowy, okaryna
- Steven Bernstein - trąbka, głos, melofon
- Art Baron – puzon
- Jaime Scott - gitara, głos
- Marc Ribot – gitara
- Erik Sanko - gitara, gitara basowa, perkusja, głos
- Evan Lurie - fortepian
- Bill Ware - marimba, balafon
- Jane Scarpantoni – wiolonczela
- Tony Garnier – gitara basowa
- Billy Martin - shekers, perkusjonalia
- Mauro Refosco - perkusjonalia, gong
- Calvin Weston - perkusja, głos, balafon
- Kyrie Tinch, Liz Riley, Meaghan Gannett, Veronica Bryant, Kate Fenner, Adele Bertei, Eszter Balint, Renee French, Angelique Kidjo, Sharon Niesp, Melanie Rock - chórki
- Bobby Previte - perkusja, głos
- Cuong Vu - trąbka, głos
- Andy Laster - saksofon barytonowy, klarnet, flet, głos
- Lindsay Horner - gitara basowa, gwizdki, głos
- Jamie Saft - fortepian, Fender Rhodes, organy Hammonda, klawinet, głos
- Andrew d'Angelo - saksofon altowy, basklarnet, głos
- Curtis Hasselbring - puzon, flet
- Steve Nelson – wibrafon
- Dave Holland – gitara basowa
- Tony Reedus – perkusja